# Пробовідбирач лотковий
Пробовідбирач лотковий рос. пробоотборник лотковый, англ. trough sampler, нім. Rinnen-Probe(ent)nahmegerät n – пробовідбирач, в якому робочим органом є механізм з пробовідсічним лотком. Аналог пробовідбирача ківшевого.

## Див.також
- Пробовідбирач баровий
- Пробовідбирач глибинний
- Пробовідбирач донний
- Пробовідбирач ківшевий
- Пробовідбирач маятниковий
- Пробовідбирач скреперний
- Пробовідбирач у нафтовій геології
- Пробовідбирач щілинний